# Saint-Cannat
Saint-Cannat ist eine französische Gemeinde mit 5877 Einwohnern (Stand 1. Januar 2022) im Département Bouches-du-Rhône in der Region Provence-Alpes-Côte d’Azur; sie gehört zum Arrondissement Aix-en-Provence und zum Kanton Pélissanne. Die Gemeinde liegt zwischen Aix-en-Provence und Salon-de-Provence im Tal des Flusses Touloubre und an der Route nationale 7.

## Geschichte
Der Ort ist nach Canus Natus benannt, einem Bischof von Marseille des 5. Jahrhunderts. Im 12. Jahrhundert erwähnte der Erzbischof Pierre in einem seiner Dokumente Castrum Santi - Cannati. Ein Jahrhundert später erhoben sich die Einwohner gegen den Erzbischof und den Baron von Les Baux. Etwa zur gleichen Zeit ließen sich die Tempelritter hier nieder.
Am 11. Juni 1909 wurde Saint-Cannat von einem schweren Erdbeben verwüstet, 1984 und 1994 durch Überschwemmungen in Mitleidenschaft gezogen.

## Bevölkerungsentwicklung

### Bevölkerungsentwicklung
| Jahr      | 1962 | 1968 | 1975 | 1982 | 1990 | 1999 | 2008 | 2017 |
| Einwohner | 1254 | 1675 | 1862 | 2384 | 3918 | 4634 | 5347 | 5634 |

## Persönlichkeiten
- Pierre André de Suffren (1726–1788), Admiral